# 섬돌향린교회
섬돌향린교회(섬돌香隣敎會)는 향린교회에서 분가한 교회이다.인권재단 사람 건물을 사용한다. 성소수자 포용적 목회로 보수교단과 분쟁이 있다.